# Гърмен (нос)
Носът Гърмен (на английски: Garmen Point) е скалист морски нос на северозападния бряг на остров Смит, разположен 13.65 км на север-североизток от нос Джеймс, 2.66 км на север-североизток от нос Лакатник, 6.12 км на юг-югозапад от нос Маркели и 19.65 км югозападно от нос Смит. Образуван от разклонение на връх Фостър.
Координатите му са: 62°59′12″ ю. ш. 62°35′56″ з. д. / 62.986667° ю. ш. 62.598889° з. д..
Наименуван е на селището Гърмен в Югозападна България. Името е официално дадено на 12 август 2008 г.
Българско картографиране от 2009 г.

## Карти
- Л. Иванов. Антарктика: Остров Ливингстън и острови Гринуич, Робърт, Сноу и Смит. Топографска карта в мащаб 1:120000. Троян: Фондация Манфред Вьорнер, 2009. ISBN 978-954-92032-4-0